# Modulación por desplazamiento de frecuencia gausiana

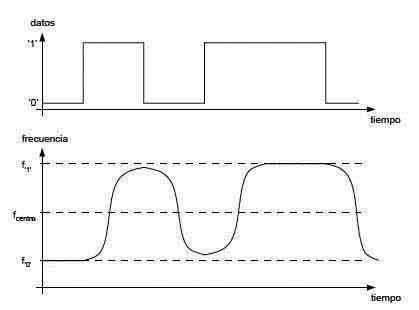
Principio del filtro gausiano sobre la banda base.

La modulación por desplazamiento de frecuencia gausiana (en inglés Gaussian Frequency Shift Keying o GFSK) es un tipo de modulación donde un 1 lógico es representado mediante una desviación positiva (incremento) de la frecuencia de la onda portadora, y un 0 mediante una desviación negativa (decremento) de la misma.

## Funcionamiento
La señal a la salida del modulador es descrita con la fórmula:
{\displaystyle s(t)=A\,\cos(2\pi f(t)+\phi )}
Donde:
{\displaystyle A}: Amplitud de la señal portadora

{\displaystyle f}: Frecuencia de la señal portadora

{\displaystyle \phi (t)}: Fase de la señal portadora

A su vez, esta fase es descrita mediante la integral:
{\displaystyle \phi (t)=h\pi \int _{\infty }^{t}\displaystyle \sum a_{i}\gamma (\tau -iT)\,d\tau }
En esta ecuación:
{\displaystyle h}: Índice de modulación

{\displaystyle a_{i}}: Valor de la señal moduladora: -1 ("0" lógico) y +1 ("1" lógico)

{\displaystyle \gamma (t)}: Función de pulsos

Como en el caso de GMSK, a la entrada del modulador se halla un filtro pasabajo gaussiano que "suaviza" las transiciones de la señal de datos, lo que evita que las señales de altas frecuencias pasen al modulador y aumenta el ancho del pulso por un período mayor que la duración de un bit, lo que puede causar interferencia entre símbolos.
La respuesta temporal del filtro gaussiano viene dada por:
{\displaystyle g(t)={1 \over {\sqrt {2\pi \sigma }}}e^{-{1 \over 2}({t \over \sigma })^{2}}}
En esta ecuación, {\displaystyle \sigma } se relaciona con el ancho de banda {\displaystyle B} según:
{\displaystyle \sigma ={{\sqrt {\ln 2}} \over 2\pi B}}